# Hymenophyllum hirsutum
Espèce
Hymenophyllum hirsutum est une espèce de fougères de la famille des Hyménophyllacées.

## Description
Cette espèce a les caractéristiques suivantes :
- son rhizome est long et filiforme ;
- les frondes, d'une douzaine de centimètres de long, comportent un limbe divisé une fois[1] ;
- les segments, alternes, de 6 à 15 paires, peuvent être simples ou bifurqués ;
- tout l'ensemble de la plante est couvert modérément de poils, ce qui est à l'origine de l'épithète spécifique
- Les sores, solitaires, sont portés par l'extrémité d'un segment, majoritairement à la partie terminale du limbe ;
- l'indusie est formée deux lèvres plus larges que longues ;
- les grappes de sporanges dépassent un peu l'indusie.

Trois variétés sont reconnues :
- Hymenophyllum hirsutum var. gratum (Fée) Proctor (1962) - Jamaïque, Guadeloupe - Synonyme : Hymenophyllum gratum Fée
- Hymenophyllum hirsutum var. lanatum (Fée) Duss : voir Hymenophyllum lanatum Fée
- Hymenophyllum hirsutum var. latifrons (Bosch) Hook. & Baker (1866) - Synonyme : Hymenophyllum latifrons Bosch

Elle compte aussi trois synonymes : Sphaerocionium hirsutum (L.) C.Presl., Trichomanes hirsutum L., Trichomanes hispidum Poir.

## Distribution
Cette espèce, plutôt épiphyte de forêts pluviales, est présente en Amérique tropicale, Caraïbe comprise, et en Afrique tropicale, y compris les îles de l'Océan Indien.
Elle a été trouvée en Guyane, aux Antilles et à la Réunion.

## Historique et position taxinomique

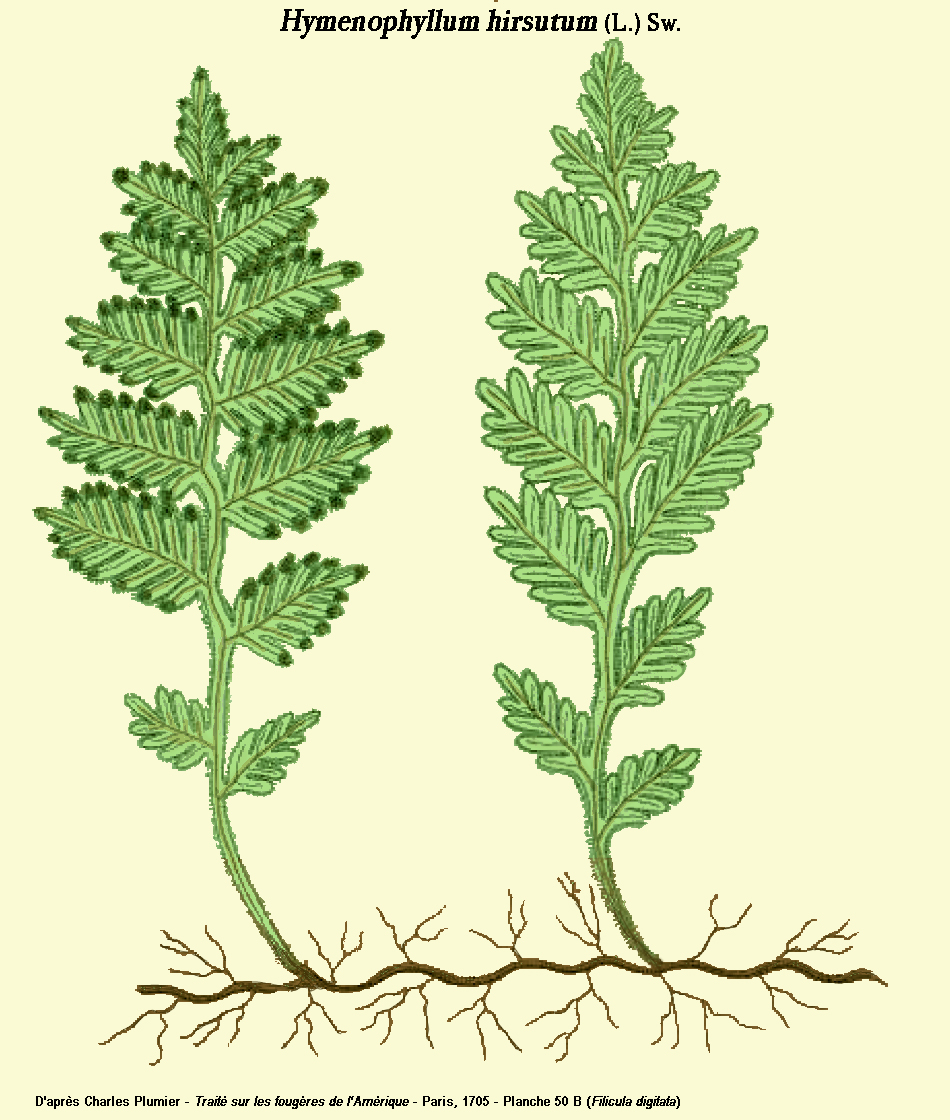
Hymenophyllum hirsutum - Dessin de Charles Plumier.

Hymenophyllum hirsutum appartient au sous-genre Sphaerocionium.
Cette espèce semble avoir été décrite une première fois par Charles Plumier en 1705 sous le nom de Filicula digitata :
« La racine de cette petite fougère n'est pas plus grosse que la soie d'un sanglier, mais en récompense, elle est extrêmement longue, traçante, noire et garnie de quantité de fibres très menues ; elle pousse en toute sa longueur quelques petites feuilles très délicates, c'est-à-dire très minces, fort unies, luisantes, et d'un très beau vert, larges à peu près de deux pouces et longues de trois à quatre. Chaque feuille est découpée en plusieurs parties, alternes, et refendues par des lanières frangées, émoussées et semblables aux doigts de la main, terminées par une manière d'ongle que forme une petite bourse noirâtre, remplies de vésicules. »
En 1753, Carl von Linné dénomme un exemplaire de cette espèce Trichomanes hirsutum, mais sans faire référence à Charles Plumier.
En 1800, Olof Peter Swartz la replace dans le genre Hymenophyllum.
En 1843, Karel Bořivoj Presl la déplace dans le genre Sphaerocionium : Sphaerocionium hirsutum (L.) C.Presl.
William Jackson Hooker et Robert Kaye Greville ont émis un doute, semble-t-il fondé, sur l'identité de la plante décrite par Charles Plumier, en raison de la double division de la figure : cette double division correspond effectivement à Hymenophyllum ciliatum (Sw.) Sw. Mais, depuis, une confusion entre les deux espèces s'est installée : Hymenophyllum ciliatum est assez largement considérée comme synonyme de Hymenophyllum hirstum par de nombreux botanistes, comme l'étude de Georges Cremers et Cécile Aupic. Il semble cependant que l'exemplaire de Charles Plumier soit l'espèce Hymenophyllum ciliatum, mais comme espèce non synonyme de Hymenophyllum hirstum avec comme caractère différentiel clé, une seule division du limbe chez Hymenophyllum hirsutum et une double division chez Hymenophyllum ciliatum.